# حكومة اتحاد المحاكم الإسلامية
حكومة اتحاد المحاكم الإسلامية هو الفترة التي سيطر خلال لها اتحاد المحاكم الإسلامية على حكم أغلب الصومال خلال الحرب الأهلية الصومالية، وقد بدأ ذلك في مايو 2006 مع سيطرة اتحاد المحاكم الإسلامية على مقديشو بعد أن هزم تحالف استعادة السلام ومكافحة الإرهاب، واستمر في التوسع في البلاد. حتى تقلصت مناطق سيطرة الاتحاد بعد اندلاع الحرب في ديسمبر 2006 دخل الجيش الإثيوبي البلاد لدعم الحكومة الفيدرالية الانتقالية. ونفت الحكومة الإريترية أي تورط لها رغم الادعاءات الإثيوبية بعكس ذلك.

## خلفية
بدأ صعود المحاكم الإسلامية في الصومال في منتصف التسعينات بتحالف مجموعة من علماء الدين المسلمين ورجال الأعمال بقيادة حسن أويس الزعيم السابق لحركة الاتحاد الإسلامي، وشريف أحمد، ويوسف محمد سياد إندعادي حاكم شبيلي السفلى، مع الاتحاد الإسلامي بقيادة حسن التركي.

### التدخل الإثيوبي
غزت القوات الإثيوبية الأراضي الصومالية في 20 يوليو 2006. وأكدت إثيوبيا أنها كانت تقدم مساعدة عسكرية للحكومة الانتقالية.
قاومت الحكومة الصومالية المؤقتة تقدم مقاتلي قوات اتحاد المحاكم الإسلامية شمالاً حتى آخر مدينة غير مأهولة في بيدوا. واشتد القتال في مواجهات مباشرة في 8 ديسمبر، حيث اشتبكت قوات اتحاد المحاكم الإسلامية والقوات الإثيوبية المدعومة من القوات الحكومية في دينسور وبالقرب من غالكايو.

## سقوط حكومة اتحاد المحاكم الإسلامية

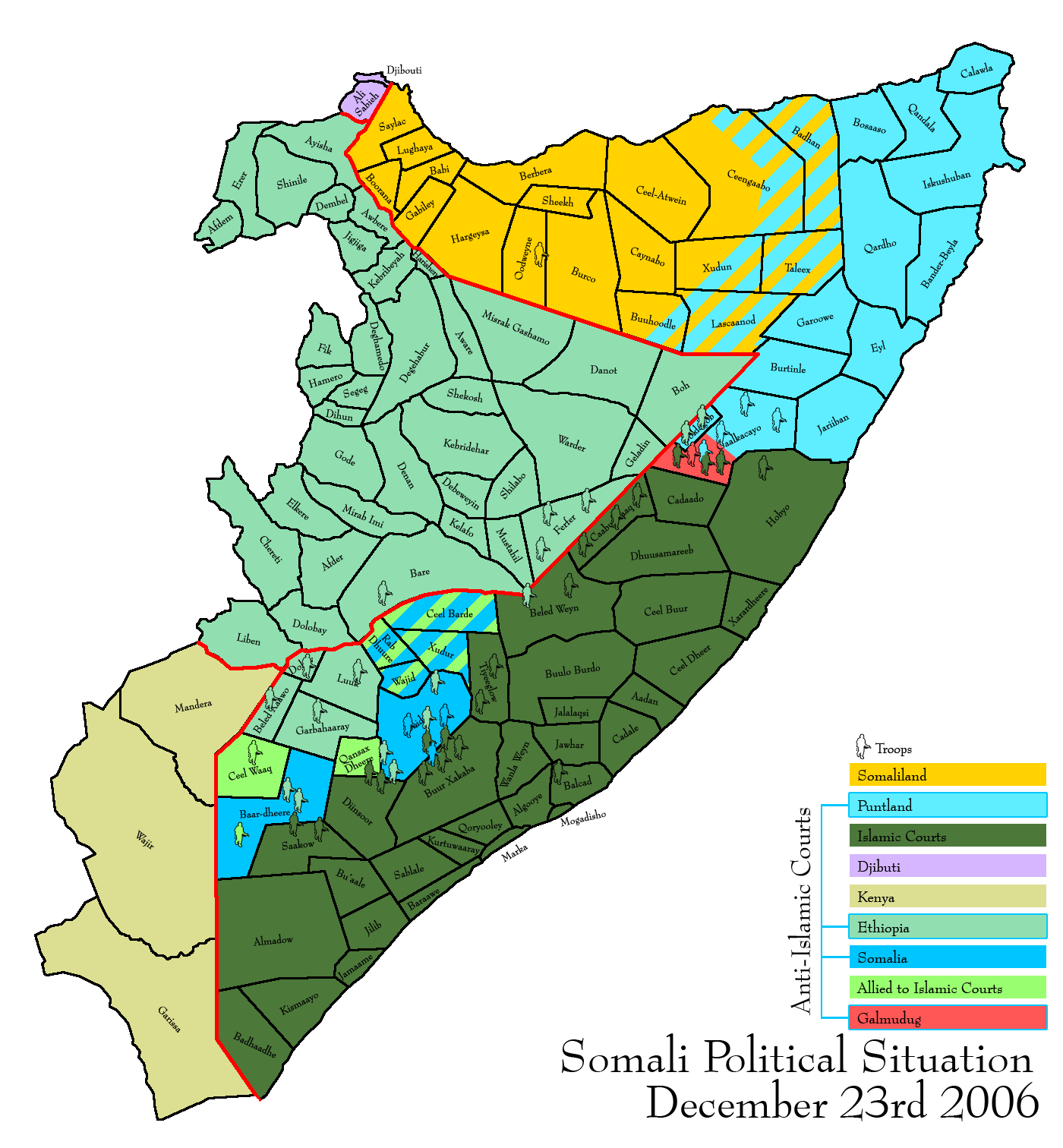
خريطة تصور الوضع السياسي في الصومال في 23 ديسمبر 2006

في 20 ديسمبر اندلع قتال كبير حول عاصمة الحكومة الاتحادية الانتقالية في بيدوا. وأفادت الأنباء أن 13 شاحنة مملوءة بتعزيزات إثيوبية كانت في طريقها إلى القتال.
وفي 22 ديسمبر شوهد ما يقرب من 20 دبابة إثيوبية تتجه نحو الخط الأمامي. وبحسب مصادر حكومية تمتلك إثيوبيا 20 دبابة من طراز T-55 وأربع مروحيات هجومية في بيدوا.
وفي 23 ديسمبر وصلت الدبابات الإثيوبية والمزيد من التعزيزات إلى 30 كم شرق بيدوا. مما دفع قوات اتحاد المحاكم الإسلامية بالهجوم على الرغم من التزامه السابق باتفاق السلام الذي توسط فيه الاتحاد الأوروبي. واستمر القتال العنيف في إيدال ودينصور.
وفي 24 ديسمبر اعترفت إثيوبيا بأن قواتها تقاتل الإسلاميين، بعد أن ذكرت في وقت سابق أنها أرسلت فقط مئات من المستشارين العسكريين إلى بيدوة. واندلع قتال عنيف في المناطق الحدودية، ووردت أنباء عن غارات جوية وقصف. وقال شهود عيان إن القوات الإثيوبية قصفت بلدة بلدوين التي يسيطر عليها اتحاد المحاكم الإسلامية.

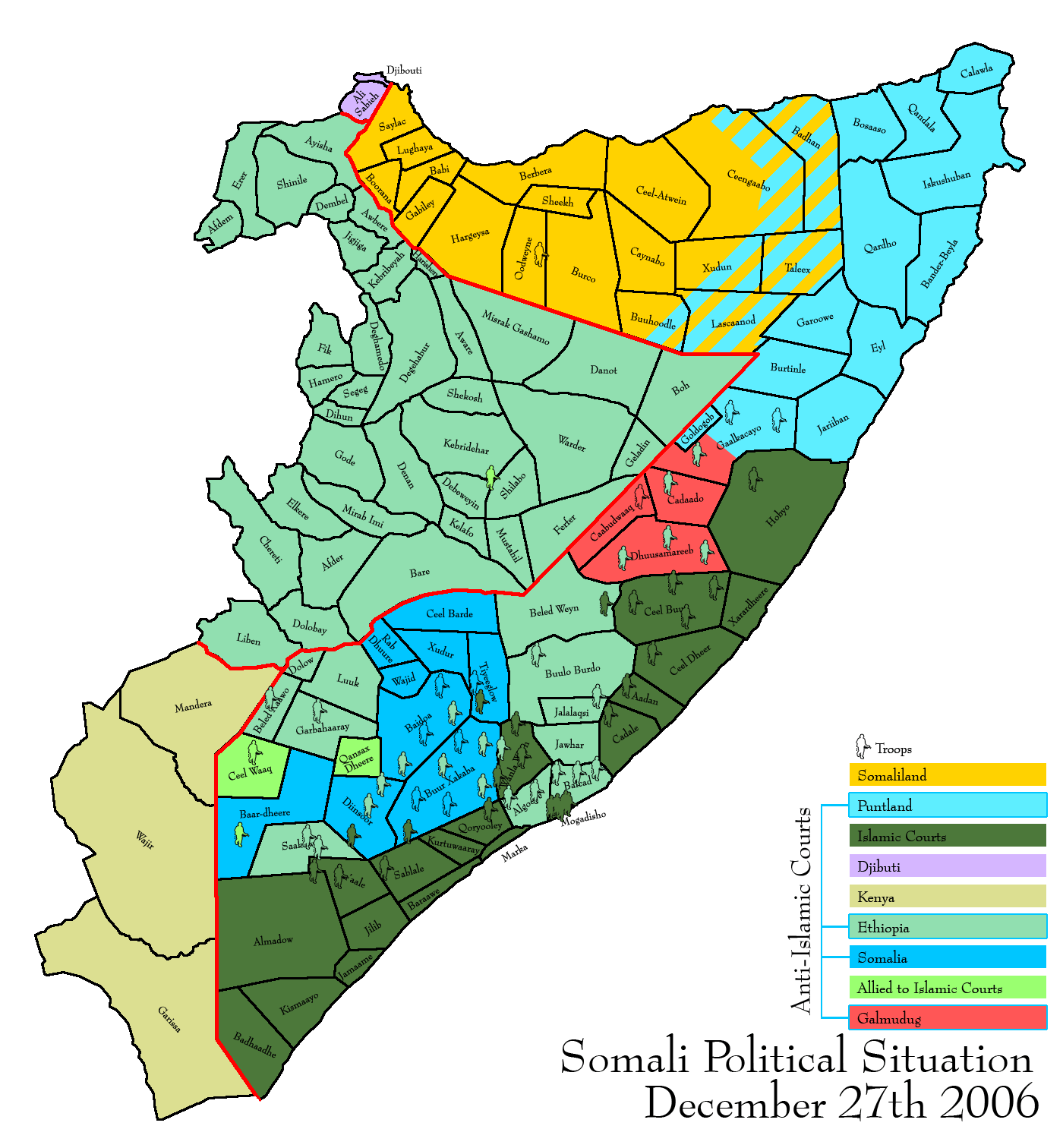
خريطة تصور الوضع السياسي في الصومال في 27 ديسمبر 2006

وفي 25 ديسمبر استولت القوات الإثيوبية على بلدوين، وقصفت الطائرات المقاتلة الإثيوبية مطارين. كما أفيد عن قتال عنيف في برهكابا.
وفي 26 ديسمبر تراجع اتحاد المحاكم الإسلامية إلى داينوناي ومقديشو، حيث فقد الكثير من الأراضي التي اكتسبها في الأشهر التي سبقت التدخل الإثيوبي.
وفي 27 ديسمبر اتجهت قوات الحكومة الإثيوبية إلى العاصمة الصومالية مقديشو بعد الاستيلاء على مدينة جوهر الاستراتيجية.
وسقطت مقديشو أمام القوات الإثيوبية والحكومية في 28 ديسمبر، واستمر القتال في وادي نهر جوبا، حيث انسحب اتحاد المحاكم الإسلامية، وأنشأ مقرًا جديدًا في مدينة كيسمايو . وحدث قتال عنيف في 31 ديسمبر في معركة جلب وانهارت الخطوط الأمامية للقوات الإثيوبية، فتراجعوا تاركين كيسمايو دون قتال وتراجعوا نحو الحدود الكينية.